# Моара-Влесієй (комуна)
Моара-Влесієй (рум. Moara Vlăsiei) — комуна у повіті Ілфов в Румунії. До складу комуни входять такі села (дані про населення за 2002 рік):
- Кечулаць (1682 особи)
- Моара-Влесієй (4151 особа) — адміністративний центр комуни

Комуна розташована на відстані 24 км на північний схід від Бухареста, 122 км на південний схід від Брашова.

## Населення
За даними перепису населення 2002 року у комуні проживали 5833 особи.
Національний склад населення комуни:
| Національність | Кількість осіб | Відсоток |
| -------------- | -------------- | -------- |
| румуни         | 5805           | 99,5%    |
| цигани         | 24             | 0,4%     |
| українці       | 1              | < 0,1%   |

Рідною мовою назвали:
| Мова      | Кількість осіб | Відсоток |
| --------- | -------------- | -------- |
| румунська | 5830           | 99,9%    |

Склад населення комуни за віросповіданням:
| Релігія            | Кількість осіб | Відсоток |
| ------------------ | -------------- | -------- |
| православні        | 5824           | 99,8%    |
| римо-католики      | 4              | 0,1%     |
| реформати          | 2              | < 0,1%   |
| мусульмани         | 2              | < 0,1%   |
| не вказали релігію | 1              | < 0,1%   |